# Haïtische galette
Haïtische galettes, bon bon tè of bon bon terres zijn koeken gemaakt van aarde, zout en plantaardige vetten.
Haïtische galettes worden gemaakt door aarde met zout, water en plantaardige vetten te mengen. Van dit mengsel worden platte schijven gemaakt die in de zon gedroogd worden.
De koeken hebben weinig voedingswaarde en worden door mensen die in armoede leven gegeten om honger te stillen. Wanneer deze koeken langtijdig geconsumeerd worden kan dit leiden tot buikpijn en ondervoeding. De consumptie van Haïtische galettes wordt afgeraden door artsen. Naast consumptie ten tijde van nood en armoede worden de Haïtische galettes door sommigen als een traditioneel medicijn en een bron van calcium voor zwangere vrouwen gezien. Er is echter geen bewijs dat de galettes werkende medicijnen zijn.